# Max Lemke
Max Lemke (Heppenheim, 2 december 1996) is een Duits kanovaarder.
Lemke won tijdens de Olympische Zomerspelen 2020 de gouden medaille in de K-4 500m. Lemke werd met de Duitse ploeg driemaal wereldkampioen op de K-4 500m

## Belangrijkste resultaten

### Olympische Zomerspelen
| Editie | Plaats | Resultaten |
| ------ | ------ | ---------- |
| 2020   | Tokio  | K-4 500m   |

### Wereldkampioenschappen vlakwater
| Jaar | Plaats           | Resultaten |
| ---- | ---------------- | ---------- |
| 2017 | Račice           | K-4 500m   |
| 2018 | Montemor-o-Velho | K-4 500 m  |
| 2019 | Szeged           | K-4 500 m  |
| 2022 | Dartmouth        | K-4 500 m  |

1976: Joachim Mattern & Bernd Olbricht ·
1980: Vladimir Parfenovitsj & Sergej Tsjoechrai ·
1984: Ian Ferguson & Paul MacDonald ·
1988: Ian Ferguson & Paul MacDonald ·
1992: Kay Bluhm & Torsten Gutsche ·
1996: Kay Bluhm & Torsten Gutsche ·
2000: Zoltán Kammerer & Botond Storcz ·
2004: Ronald Rauhe & Tim Wieskötter ·
2008: Saúl Craviotto & Carlos Pérez ·
2024: Max Lemke & Jacob Schopf
2020: Max Rendschmidt & Ronald Rauhe & Tom Liebscher & Max Lemke ·
2020: Max Rendschmidt & Max Lemke & Jacob Schopf & Tom Liebscher